# José Larraz López
José Larraz López (Cariñena, province de Saragosse, 1904 - Madrid, 1973) était un juriste, économiste, sociologue, philosophe de l’histoire et homme politique espagnol.
Après des études de droit à Madrid, complétées d’une formation en économie à Bruxelles, il trouva à s’employer dans la haute administration financière sous la dictature de Primo de Rivera, tout en menant parallèlement, comme intellectuel catholique adepte de la démocratie chrétienne et du catholicisme social, une carrière d’éditeur et de chroniqueur économique dans la presse et l’édition catholiques. En 1930, il fut engagé au Service d’études de la Banque d'Espagne, et à l’avènement du second biennat (conservateur) de la République devint politiquement actif en tant que collaborateur de Gil-Robles, alors chef de la CEDA. 
Ayant rejoint le camp nationaliste au début de la Guerre civile, il fut appelé à faire partie de l’équipe d’économistes chargés de la reconstruction et réussit, comme responsable des questions monétaires, à faire rapatrier l’or de la Banque d’Espagne déposé en France. Sa carrière politique culmina en août 1939 avec sa nomination au poste de ministre des Finances dans le deuxième gouvernement de Franco, où ses conceptions orthodoxes en matière budgétaire et financière — rigueur budgétaire, maîtrise de l’inflation, instauration d’une politique économique prudente de reconstruction, opportunité d’attirer des capitaux étrangers — devaient fatalement se heurter à l’idéologie sous-tendant la phase autarcique du régime franquiste : expansion monétaire, financement de vastes travaux publics pour relancer l’activité, dirigisme, protectionnisme, accent mis sur l’industrialisation, etc. Larraz parvint néanmoins à imposer une profonde réforme fiscale et à restaurer l’unité monétaire de l’Espagne, mais, échouant à faire accepter un minimum de discipline budgétaire, finit au bout d’un an et demi par remettre sa démission et faire ses adieux définitifs à la politique. Membre de plusieurs académies savantes, il se voua désormais d’une part à l’avocature, d’autre part à l’activité intellectuelle (histoire, sociologie, pensée économique…), comme auteur, conférencier et enseignant, tout en professant un humanisme chrétien et ses convictions européennes.

## Biographie

### Jeunes années et formation
Fils aîné d’une famille modeste et nombreuse, José Larraz López suivit l’enseignement primaire au collège des Frères maristes de Saragosse, puis, après que sa famille se fut fixée à Madrid quand il avait dix ans, l’enseignement secondaire à l’institut Cardenal Cisneros, d’où il sortit avec le prix d’excellence,.
Il entreprit ensuite, à titre d’étudiant libre, des études de droit à l’université Centrale de Madrid et, sorti major de sa promotion, s’immatricula en mars 1926, à l’âge de 21 ans, dans le Corps supérieur des avocats de l'État,. Dès 1922, avant d’avoir achevé sa formation en droit, il s’était engagé dans le militantisme catholique, notamment en participant à l’assemblée fondatrice du Parti social populaire (Partido Social Popular, PSP), le premier en date des partis démocrates-chrétiens d’Espagne. Détenteur d’une licence en droit depuis 1924, il séjourna dans les années suivantes en Belgique (1927-1928), à la faveur d’une bourse attribuée par la Commission d’extension des études (Junta de Ampliación de Estudios), bourse devant en l’occurrence servir à fréquenter l’Institut de sociologie Solvay de Bruxelles, où il se consacra aux études d’économie, s’appliquant à analyser les causes historiques de la prospérité économique et à mettre au point un modèle réaliste apte à identifier les facteurs du développement économique. Le résultat de ses recherches parut sous forme d’ouvrage en 1930, sous le titre La evolución económica de Bélgica,.

### Sous la dictature de Primo de Rivera
En sa qualité d’avocat de l’État, Larraz López trouva d’abord à s’employer dans les Délégations financières de Barcelone et de Madrid et à la Direction générale du contentieux. Adepte du catholicisme social, lequel était disposé à collaborer avec la dictature de Primo de Rivera, il fut nommé en 1929, grâce à l’intercession de José Calvo Sotelo, assesseur juridique à la Présidence du Conseil des ministres.
En 1930, il fut engagé au Service d’études de la Banque d'Espagne, service au moyen duquel les autorités espagnoles voulaient se doter d’un observatoire de ce qui se passait dans le monde en matière financière. Si Larraz López ne travailla que pendant une année à la Banque d’Espagne, il y déploya toutefois une activité notable, se concrétisant en particulier par un mémoire sur la politique monétaire espagnole, première tentative d’étudier l’évolution de la masse monétaire et de cerner les causes qui en déterminent les fluctuations. En avril 1932, il publia une monographie fort débattue intitulée La Hacienda pública y el Estatuto catalán (littér. Les Finances publiques et le statut de la Catalogne), à propos des aspects fiscaux de l’unité nationale espagnole.
Larraz López fut par ailleurs un membre actif de l’Association catholique nationale de propagandistes (ACdP), au conseil de direction de laquelle il figura à partir de 1935. En 1931, Ángel Herrera Oria, fondateur de la maison d'édition Editorial Católica (Edica) et éditeur du journal catholique El Debate, l’accueillit dans son équipe de rédaction comme chroniqueur économique ; à ce titre, Larraz López rédigea jusqu’en 1935 plus de trois centaines d’articles, par le biais desquels il se proposait de forger en Espagne une opinion et une conscience économiques responsables. En janvier 1936, il fut désigné conseiller-président au conseil d'administration de la maison d’édition Edica,.
La victoire des droites aux élections de 1933, inaugurant le dénommé second biennat républicain, allait lui ouvrir, en tant que collaborateur de Gil-Robles, les portes d’une carrière dans le domaine de la politique économique. Ainsi contribua-t-il à réorganiser le Conseil national de l’économie, dont il occupa la vice-présidence à partir de 1934, et présida-t-il la Commission chargée d’établir les fondements d’un Patrimoine forestier (en espagnol Comisión Redactora de las Bases para el Patrimonio Forestal), fondements qui prendront corps en octobre 1935 sous les espèces d’une loi incitant les propriétaires de forêts à œuvrer pour la conservation de celles-ci. Enfin, en 1935, il fut placé par Joaquín Chapaprieta, conquis par ses « capacité et compétence indubitables », à la tête du Commissariat national des céréales (Comisaría Nacional del Trigo) nouvellement créé. À ce poste, il eut le loisir de mettre en pratique ses idées en la matière, telles qu’exposées dans son ouvrage Ordenación del mercado triguero en España (littér. Régulation du marché céréalier en Espagne), paru la même année, et comportant notamment, pour faire face aux problèmes qui affligeaient l’agriculture traditionnelle espagnole, la conception et mise en place d’une institution propre à structurer ledit marché, à savoir la Corporación Nacional del Trigo, comprise comme instance unique d’achat et de vente, qui dans l’après-guerre civile concourut effectivement à résoudre le problème céréalier en Espagne,,.

### Guerre civile
Au déclenchement de la Guerre civile, Larraz López se trouvait à Madrid, mais il réussit, après avoir trouvé refuge à l’ambassade du Chili jusqu’au 21 juillet 1937, à s’échapper de la capitale et à quitter au bout de 14 mois la zone républicaine via Valence pour aller rejoindre la zone nationaliste.
Une fois en territoire insurgé, il s’intégra dans le groupe d’économistes qui s’efforçaient alors de résoudre les graves problèmes économiques auxquels devait faire face le Comité technique de l’État (en espagnol Junta Técnica del Estado, embryon de gouvernement nationaliste qui, siégeant à Burgos, assura les tâches gouvernementales d’octobre 1936 à février 1938). La première mission de Larraz López consista à travailler au sein de la Commission de reconstruction établi à Oviedo. Ensuite, toujours en 1937, il fut appelé à diriger à nouveau le Service d’études de la Banque d'Espagne, avant d’être nommé en 1938 chef de la Direction générale de la banque, de la monnaie et du change (en espagnol Dirección general de Banca, Moneda y Cambio), à la tête de laquelle il parvint à rapatrier l’or physique espagnol déposé à la Banque de France, et où, entre autres travaux, il rédigea deux rapports sur les aspects bancaires et de crédit de la reconstruction nationale. Dans ces deux textes, il mettait en garde contre les périls d’une politique de crédit généreuse et à bas taux d'intérêt, et invitait à se pencher sur les moyens de suppléer à l’insuffisance de capitaux pour la reconstruction. Parallèlement, il occupait le poste de président du Conseil national du crédit et en 1938 de président du Comité de la monnaie étrangère (Comité de Moneda Extranjera), s’imposant ainsi comme une figure clef de la gestion financière de l’Espagne nationaliste. Il s'employa à restaurer l’unité monétaire espagnole, brisée par la scission en deux monnaies — une pour chacune des deux zones — consécutivement à la Guerre civile.

### Après-guerre civile: à la tête du ministère des Finances (août 1939-mai 1941)
La trajectoire politique de Larraz López atteignit son point culminant le 9 mai 1939, lorsque, à l’occasion du premier remaniement ministériel de l’après-guerre civile, il se vit confier le portefeuille des Finances. Il adopta, au sein du gouvernement de Franco, un positionnement adverse à la Phalange et à Serrano Súñer, ce qui allait finalement provoquer sa chute en mai 1941, au terme de moins de deux années.

#### Nomination
Le 9 août 1939, un nouveau gouvernement franquiste entra en fonction, deuxième du rang, mais le premier à entamer son mandat après la fin de la Guerre civile, et par là aussi le premier à exercer sa tutelle sur la totalité du territoire espagnol. La formation de ce gouvernement s’accompagna du renvoi de presque tous les ministres qui depuis janvier 1938 avaient secondé le Caudillo, ne laissant au sommet de l’exécutif — outre celui-ci et son beau-frère et bras droit, Serrano Súñer — que le titulaire des Travaux publics Peña Boeuf. L’atmosphère au sein du gouvernement avait été fort tendue depuis un an, essentiellement en raison de l’activité éprouvante de Serrano Suñer, caractérisée par sa propension à se mêler de matières n’entrant pas dans ses attributions. Le remaniement se révéla être une manœuvre tactique décisive qui, conduisant à former un gouvernement de militaires et de phalangistes, eut globalement pour effet de renforcer le pouvoir de Franco et, indirectement, celui de Serrano Suñer.
Les différents groupements politiques absorbés en avril 1937 dans le parti unique se voyaient qualitativement moins bien représentés que dans le premier gouvernement franquiste. Ainsi p. ex., les ministres issus de la CEDA ou liés au carlisme devaient-ils leur entrée au cabinet à des motifs autres que leur affiliation partisane, quand du moins ils ne présentaient pas un profil politique suffisamment modeste que pour n’opposer aucun obstacle à l’hégémonie phalangiste et militaire. Parmi ces premiers figuraient notamment les anciens sympathisants cédistes Luis Alarcón de la Lastra, nommé à l’Industrie et au Commerce, et Larraz López, tous deux redevables de leur nomination à leurs compétences techniques. En effet, au vu du poids accordé dans le nouveau gouvernement aux « croisés », c’est-à-dire à des personnalités dont le principal mérite avait été les services par eux rendus durant la Guerre civile, que ce soit sur le front ou à l’arrière, il est remarquable que le portefeuille des Finances ait été assigné à Larraz López, lequel, bien qu’ayant apporté tout son concours à la mise sur pied de l’État franquiste, notamment à la Direction générale de la banque, de la monnaie et du change, faisait figure avant tout de technicien et n’était qu’un civil sans lien durable avec la Phalange,. Cependant, cette nomination peut s’expliquer par la circonstance que Franco et Serrano Suñer, en dépit de leur soif de pouvoir et de leur volonté d’avoir la haute main en toute matière, voyaient néanmoins dans les finances publiques un domaine dont la gestion requérait plus que du volontarisme et une adhésion aux principes du Mouvement, même si le Caudillo avait coutume vers 1939 de disserter longuement sur l’économie devant ses ministres,. D’autre part, dans sa nomination a pu jouer aussi quelque réticence de Franco à confier le Trésor public à un individu sorti des rangs de la Phalange, compte tenu de la notoire propension des phalangistes à la malversation et à la corruption, ce qui autorise à conjecturer que le chef de l’État aurait sciemment déposé les finances de l’État entre les mains d’un catholique monarchiste, en espérant dans le même temps qu’une telle désignation soit interprétée favorablement par le partisans de la Couronne, assez remontés contre Franco en raison de l’absence d’une perspective de restauration du trône,,. Si donc phalangistes et militaires prédominaient dans le nouvel exécutif, il s’agit néanmoins — selon l’expression de González Duro — d’un « gouvernement de concentration » des diverses familles du Mouvement ; la Phalange était privilégiée certes, mais le ministre de l’Armée était Varela, de tendance monarchiste affirmée, et les catholiques pouvaient compter, outre sur Larraz, également sur Ibáñez Martín à l’Éducation.

#### Divergences de vue
Larraz eut bientôt l’occasion, dès son premier entretien avec Franco, de s’aviser que celui-ci avait des conceptions sur l’économie qui lui étaient propres et qu’il était résolu à mettre en ouvre dans la politique économique du régime. C’est en effet lors de cette première entrevue que le Caudillo exposa sans ambages à son interlocuteur quelles auraient à être les lignes de force de l’action du gouvernement dans le domaine économique ; Franco développa ses thèses au long d’un interminable monologue de plus de cinq heures, émaillé d’éléments tels que la défense de l’autarcie et du dirigisme, le dénigrement du libéralisme et du capitalisme, et sous-tendu par une foi inébranlable dans le pouvoir dynamisant de la création monétaire et par le pari autour d’un vaste plan de travaux publics destiné à faire de l’Espagne, au terme de dix ans, une grande puissance européenne,. Larraz López en retour présenta ses positions sur la situation de l’Espagne et sur ce qui lui apparaissait approprié pour le pays du point de vue économique, soulignant que l’Espagne nécessitait absolument un « traitement de convalescence » apte à normaliser l’économie par la mise en application de « méthodes classiques » (impliquant, entre autres, la souscription à des crédits extérieurs, nécessaires à acquérir des fertilisants et des matières premières), par une infrastructure de transports et par l’activation du flux de crédit intérieur ; une telle politique permettrait de lutter contre le chômage sans devoir recourir à de « grands plans et de grandes dépenses », que la conjoncture intérieure déconseillait. En tout état de cause, envisager de tels projets demanderait « beaucoup d’études préalables »,.
Le problème de fond était, selon le jugement de Larraz, que l’Espagne sortait d’une guerre destructive, où une bonne part de sa capacité productive avait été annihilée — situation différente, par conséquent, d’une situation de dépression, où l’appareil productif est intact, où le capital, quoiqu’immobilisé, reste disponible, et où il importe au contraire d’investir à l’intérieur pour stimuler l’économie. D’autre part, les indispensables injections de capitaux étrangers, en plus d’aller à rebours du parti pris autarciste, ne pouvaient, vu la situation de guerre en Europe, provenir que des États-Unis, pays avec lequel l’Espagne était alors en froid.
L’idéal autarcique n’était pas une marotte du seul Caudillo, mais un paradigme largement partagé par les vainqueurs de la Guerre civile, et s’appuyait sur un ensemble de principes idéologiques et intellectuels, à savoir : les vestiges de la pensée régénérationniste, une forte tradition de nationalisme économique, le prestige dont jouissaient alors les doctrines fascistes, une aspiration à l’industrialisation et à la productivité, le désir de protectionnisme chez certains acteurs économiques, et un diagnostic qui tendait à imputer les maux de l’Espagne à sa subordination, dans le cadre de la division internationale du travail, aux démocraties occidentales. En outre, l’idée d’autarcie remplissait d’importantes fonctions politiques et de propagande au profit de la jeune dictature.
Pendant l’année et demie que dura son mandat, Larraz allait incarner la voix de la réalité et de l’orthodoxie économique, face à un gouvernement d’incompétents et de visionnaires, et eut parfois l’impression lors de certains conseils des ministres, lorsque Franco déroulait ses longues péroraisons sur les projets sociaux, économiques et militaires que le régime se proposait de mettre en œuvre dans les prochaines années, que  — selon les termes de Larraz — le Caudillo donnait lecture de quelque roman de Jules Verne.

#### Vision économique générale et premières mesures administratives
Quand Larraz López prit en charge les finances de l’État espagnol, son but principal était d’instaurer le plus tôt possible une économie de paix. Pour y arriver, il lui suffisait de réactiver la politique économique déjà menée auparavant par lui peu après le début de la Guerre civile, en l’espèce et en premier lieu à travers l’adoption, dès le 1er avril 1939, date de publication de l’ultime communiqué de guerre, d’une loi prescrivant la démilitarisation de l’industrie et sa reconversion vers des activités ordinaires.
Larraz López s’occupa ensuite de deux questions à ses yeux primordiales, à régler avant toute chose. Premièrement, il mit en application son idée, conçue dans sa période antérieure comme directeur général, de mettre le contrôle des devises sous la tutelle du ministère de l’Industrie et du Commerce, à l’effet de quoi, le 25 août 1939, il démantela le Comité de la monnaie étrangère (CME) et institua en lieu et place un organisme autonome intégré dans la structure hiérarchique de l’Institut espagnol de la monnaie étrangère (IEME), seule entité de droit public habilitée en vertu de la loi à opérer à l’extérieur (achat et vente de devises, d’or et d’argent physique, ouverture de comptes en monnaie étrangère, etc.),. Deuxièmement, il mit en route une série d’opérations en vue d’une restructuration de la dette publique qui, pour l’ensemble, allaient apporter aux finances de l’État une économie annuelle de 79 millions (sur les intérêts) et de 95 millions (sur les amortissements) de pesetas.

#### Politique monétaire
Suivirent peu après un paquet de mesures visant à juguler l’inflation, dont en particulier : une opération dite de déblocage, conduite en vertu d’une loi du 7 décembre 1939 (Ley de Desbloqueo) et tendant à rétablir l’unité monétaire, rompue pendant la Guerre civile, au moyen de la stérilisation des masses monétaires dérivées de l’inflation républicaine et dont le montant dépassait les 50 000 000 000 de pesetas de l’époque,. La principale difficulté technique résidait dans la conversion en une seule unité monétaire des avoirs et transactions financiers tels que consignés dans les comptes en banque durant la Guerre civile, attendu que ceux-ci étaient établis dans des unités de compte à dénomination identique mais à pouvoir d'achat divergent, en raison du comportement différent qu’avait présenté l’inflation dans les zones nationaliste et républicaine respectivement. Le problème fut finalement abordé au moyen de la formule du « déblocage de correction » (desbloqueo de corrección), qui consistait à appliquer des coefficients de réduction aux accroissements de solde enregistrés dans les comptes en banque ultérieurement au 18 juillet 1936, date du soulèvement militaire ; dans ce cadre, on procéda à un « déblocage » à un taux de 90 pour cent pour les premiers mois de la Guerre civile, puis progressivement à des taux moindres, jusqu’à ne plus « débloquer » qu’à hauteur de 5 pour cent pour les accroissements survenus dans les soldes vers la fin des hostilités. La prémisse sur laquelle se fondait cette manière de procéder était que ces taux reflétaient la dévaluation de la monnaie advenue dans la dénommée « zone rouge » par rapport à la peseta « nationaliste ».

#### Discipline budgétaire
Soucieux de la reconstruction du pays, qu’il voulait appuyée sur des bases saines, et s’efforçant donc de lever l’obstacle à cet objectif que représentait l’inflation, Larraz López s’opposa de façon répétée aux dépenses budgétaires de grande ampleur que le Conseil des ministres tentait de lui faire accepter, source récurrente d’affrontements avec le gouvernement. Face à la thèse soutenue par le gouvernement portant qu’il « fallait créer beaucoup de monnaie pour faire de grands travaux », Larraz López ne cessera de marteler que « l’argent ne pouvait être créé ‘ad libitum’ »,.
Larraz López consacra le mois de décembre 1939 à mettre au point le budget de l’État, qui, quoique destiné à entrer en vigueur le 1er janvier 1940, ne sera pas mis en application avant le 21 juin 1940, en raison de l’opposition de ses collègues de cabinet en général, et de certains d’eux en particulier, à l’heure de fixer les comptes de leurs départements respectifs, et ce en dépit d’une circulaire, approuvée par le Conseil des ministres le 1er septembre 1939, par laquelle il était enjoint par anticipation aux membres de l’équipe gouvernementale d’élaborer avec sobriété et prudence leurs avant-projets budgétaires. Outre la désinvolture manifestée par le Caudillo vis-à-vis de la rigueur budgétaire, Larraz López eut p. ex. l’occasion de s’irriter à propos d’un plan envisageant la construction de nouvelles unités navales dont l’éventuelle mise en œuvre exigerait le débours, dans un délai de onze ans, de 5 500 millions de pesetas,. Concernant les considérables dotations de l’armée, Larraz López tenta d’obtenir la médiation de Franco, mais celui-ci non seulement ne fut d’aucune aide pour Larraz, mais encore fit en sorte que les effectifs militaires du nouvel État soient maintenus à un niveau équivalent au double de ce qu’ils avaient été en 1935,.

#### Réforme fiscale
Le véritable temps fort du passage de Larraz au département des Finances fut sans doute sa réforme fiscale, de tendance redistributive, conçue pour combattre la vaste fraude fiscale qui affectait alors le système d’imposition espagnol. La loi portant réforme fiscale (Ley de Reforma Tributaria) qu’il avait fait approuver le 16 décembre 1940, poursuivait un triple objectif : une meilleure appréhension des bases d’imposition, par la mise en place de nouveaux mécanismes de localisation et de vérification des revenus, dont en particulier le premier Registre des revenus et patrimoines (en espagnol Registro de Rentas y Patrimonios) ; l’extension des modes de taxation ; et la systématisation, sous l’intitulé Contribución de Usos y Consumos, de l’impôt sur la consommation, par une réorganisation et rationalisation des contributions indirectes, jusque-là perçues en ordre dispersé.
Telle quelle, cette réforme fiscale entraînait une révision des principes régissant la répartition de la charge fiscale en vigueur depuis l’éclatement de la Guerre civile, et comportait un remodelage de la quasi-totalité des impôts. Cet épisode de son parcours au ministère acheva toutefois de le griller politiquement, et ce indépendamment du faible succès rencontré lors de la mise en application de la réforme, comme le reconnut Larraz lui-même,.
D’autre part, Larraz López restaura, par le moyen de la Loi sur les caisses spéciales (Ley de Cajas Especiales), le principe de la « caisse unique », ce qui permit de remédier au problème créé par l’existence de plusieurs sources de perception fiscale non assujetties au Trésor public. Lesdites caisses étaient des caisses publiques, surgies à la faveur de la guerre civile (et encore après), qui demeuraient à la disposition de différentes branches de l’administration de l’État et restaient soustraites au contrôle du ministère des Finances. Afin de mettre un terme à cette anomalie, Larraz López requit de plusieurs de ses collègues, lors du Conseil des ministres du 21 juin 1940, que soient réintégrés au Trésor public ce qu’il nomma les « excédents » des « caisses spéciales », dont celles en particulier appartenant aux ministères de l’Intérieur, de l’Agriculture et de l’Industrie. Nonobstant que les personnes ainsi interpelées aient fait obstacle dans un premier temps, en niant l’existence de pareilles sommes, Larraz López, inflexible, réussit néanmoins à faire approuver, certes avec quelque concession partiale et transitoire, sa Loi sur les caisses spéciales le 5 novembre 1940,.
L’intégration au Trésor, prévue dans ce même cadre, du Fonds de protection bénéfico-social (Fondo de Protección Benéfico-Social) valut à Larraz López une rude attaque de la part du militaire à la retraite et conseiller national de FET-JONS José Luna Meléndez, qui dans une longue missive fustigeait son action dans ce domaine, jusqu’à lui lancer que « si [...] vous étiez phalangiste [...], je n’hésiterais pas un instant à vous considérer passible d’une accusation de haute trahison ». Larraz López, qui croyait voir la main de Serrano Súñer derrière cette invective, exploita la lettre de Luna Meléndez pour réclamer (et obtenir) la solidarité de plusieurs membres du gouvernement, dont celle p. ex. du sous-secrétaire de la Présidence Luis Carrero Blanco ou du ministre de l’Air Juan Vigón, prélude à l’appui que finit par lui accorder à son tour le général Franco.
Durant son mandat, Larraz López avait par ailleurs œuvré à la réouverture des bourses de commerce, réaménagé le secteur des assurances, etc.

#### Démission
L’attitude de plusieurs membres de l’équipe ministérielle, le Caudillo en tête, vis-à-vis du projet de Larraz López (« [...] froideur de la part de Franco, rancœur de Serrano Súñer et de Carceller [ministre du Commerce], à me voir surmonter [...] cette épreuve, et quelques remarques de Bilbao »), pouvait d’ores et déjà laisser présager la fin prochaine de son mandat,, puis l’intention affichée par le gouvernement de rehausser les dépenses ordinaires de l’année en cours allait rendre son départ inévitable,. À ces raisons s’ajoutèrent de surcroît quelques circonstances particulières de nature à épuiser tout à fait sa patience, dont notamment l’approbation de la Loi relative à la constitution des syndicats (promulguée le 6 décembre 1940), qui conférait à ceux-ci un « pouvoir quasi-fiscal illimité » et ne manqua de chagriner profondément Larraz López, et la procédure pénale intentée par le parquet financier — « sous les pressions irrésistibles de la Phalange » — à l’encontre de son propre père dans le cadre d’un négoce de laine, accusation qui ne devait déboucher sur une ordonnance de non-lieu, donc favorable au père du ministre, qu’au bout de deux mois,.
Ayant donc fini par s’apercevoir que ses idées concernant la voie qu’avait à emprunter l’économie espagnole ne rencontrait pas la résonance escomptée, Larraz López, à bout de nerfs, décida de remettre sa démission, et, bien qu’il ait allégué des raisons de santé, il semble établi que c’est par suite de son désaccord avec l’orientation que prenait la politique économique de la dictature franquiste qu’il quitta son poste le 19 mai 1941, et qu’il renonça, du même mouvement et à tout jamais, à la politique,. Pourtant, il semblerait que le Caudillo n’ait pas eu alors perdu tout espoir encore de le convertir au crédo autarcique, témoin le fait qu’à une certaine occasion il invita Larraz à prendre exemple sur les « financiers publics [hacendistas] de l’Axe », au lieu de s’inspirer de Raimundo Fernández Villaverde.

### Procureur aux Cortes
Larraz López fut désigné par le chef de l’État procureur (procurador) aux Cortes franquistes pour durée de la 1re législature de celles-ci, c’est-à-dire la période de 1943 à 1946.

### Carrière au barreau et activité d’académicien
Retiré de la politique active, et ayant décliné toutes les offres d’emploi qui lui avaient été faites (dont la présidence de la Telefónica, celle de la Renfe et un poste d’ambassadeur d’Espagne à Washington), Larraz López se voua à l’exercice du métier d’avocat, à l’enseignement de l’économie, et aux études philosophiques et humanistes, rédigeant dans ce dernier domaine un grand nombre de publications. Pionnier en Espagne du mouvement pro-européen, il sut, par le biais de la société Estudios Económicos Españoles y Europeos, fondée par lui en 1950, combiner dans la décennie 1950 sa vocation d’enseignant et l’action en faveur d’une ouverture, escomptée par lui, de l’Espagne vis-à-vis de l’Europe. Ladite société, qui réunissait sous l’égide de Larraz López un ample groupe d’experts et se voulait une institution indépendante, s’était donné pour mission d’étudier les diverses facettes de l’économie espagnole, en les abordant toujours sous un angle de vue européen, et parvint à publier entre 1951 et 1961 jusqu’à neuf volumes de texte. Les idées de Larraz López sur l’avenir de l’Europe dépassaient toutefois le strict aspect économique et comportaient en outre un projet de véritable fédération politique européenne, à telle enseigne qu’il donna pour titre à l’un de ses ouvrages Por los Estados Unidos de Europa. La société figurait d’autre part comme une véritable pépinière politique, par laquelle allait passer tout le groupe de jeunes démocrates-chrétiens appelés à jouer un rôle notable dans la future Transition démocratique espagnole,.
En tant qu’humaniste chrétien, Larraz López fit paraître plusieurs ouvrages consacrés à ce qu’il aimait à désigner par le néologisme comunomía, soit : la « science du Bien commun », thème auquel il voua son dernier livre Humanística. (Para la sociedad atea, científica y distributiva) (littér. Humanistique. À l’attention de la société athée, scientifique et distributive), paru en 1972.
Larraz López était membre de l’Académie royale de jurisprudence et de législation et de l’Académie royale des sciences morales et politiques, dont il devint vice-président en 1970. Son discours d’entrée dans cette dernière Académie, prononcé le 5 avril 1943, avait pour titre La época del mercantilismo en Castilla (1500-1700) et portait sur l’École de Salamanque, dont ce discours eut pour effet de stimuler l’étude. C’est du reste la première fois que la dénomination École de Salamanque, qui jusque-là n’était pas connue comme telle, fut utilisée, plus précisément au chapitre III dudit discours, intitulé El cuantitativismo monetario de Salamanca. Le terme fit ensuite fortune, après qu’il eut été consacré par Schumpeter dans son livre posthume Histoire de l'analyse économique, publié en 1954, et dès 1952 par Marjorie Grice-Hutchison dans son ouvrage The School of Salamanca; Readings in Spanish Monetary Theory, 1544-1605, édité à Oxford,. Lors des séances de cette même académie, il voua nombre de ses dissertations et conférences à la question européenne, en réaffirmant chaque fois que l’unité européenne était rendue nécessaire par le mode de déploiement de l’économie mondiale, dont l’expansion dépassait les limites des États particuliers, y compris même celles de l’Europe elle-même comme continent.
En qualité d’enseignant, Larraz López professait des cours à l’École de sociologie (Escuela Social) de Madrid, dispensait, dans les salles de cours du Centro de Estudios Universitarios, des cours libres en économie portant sur l’histoire des systèmes économiques, et apporta sa collaboration aux Cours d’été organisés à Santander par le Comité central d’action catholique,. Après qu’eut été fondée la Faculté des sciences politiques, économiques et commerciales de Madrid, il se vit chargé en 1947 de la chaire de sociologie, mais qu’il allait occuper pendant une année seulement,.
Larraz López mourut à Madrid, à l’âge de 69 ans.

## Œuvres de José Larraz López
- (es) La Hacienda pública y el Estatuto catalán, Madrid, Editorial Ibérica, 1932, 130 p..
- (es) Ordenación del mercado triguero en España, 1935.
- (es) La época del mercantilismo en Castilla (1500-1700). Discurso de recepción del Académico de Número Excmo. Sr. D. José Larraz López (sesión del 5 de abril de 1943), Madrid, Académie royale des sciences morales et politiques / Ediciones Atlas, 1943 (rééd. 1963, éd. aguilar), 151 p..
- (es) R. Mazo, Raimundo Fernández Villaverde, Madrid, Purcalla, 1947, « Postface », p. 179-188.
- (es) Discursos leídos en la Junta Pública inaugural del curso académico de 1952-53 para conmemorar el primer centenario de don Juan Bravo Murillo, Madrid, Académie royale des sciences morales et politiques, 1952, « Bravo Murillo, hacendista », p. 81 et suivantes.
- (es) Discurso pronunciado en el acto conmemorativo del centenario de la ley del 28 de enero de 1856, que confirió al establecimiento su actual nombre de Banco de España, Madrid, Banco de España, 1956.
- (es) « Comunomía », Anales de la Real Academia de Ciencias Morales y Políticas, Madrid, Académie royale des sciences morales et politiques, no 31,‎ ix (1957).
- (es) « Anteproyecto sobre reorganización de las Reales Academias y deslinde de competencias con el Consejo Superior de Investigaciones Científicas », Anales de la Real Academia de Ciencias Morales y Políticas, Madrid, Académie royale des sciences morales et politiques,‎ xv (1963).
- (es) Por los Estados Unidos de Europa, Madrid, Ed. Aguilar, 1965, 146 p..
- (es) « Sobre el nuevo contexto de Europa: comentario a la exposición del Sr. Motrico, hecho en la sesión del 16 de mayo de 1967 por el Académico de número Excmo. Sr. D. José Larraz », Anales de la Real Academia de Ciencias Morales y Políticas, Madrid, Académie royale des sciences morales et politiques,‎ 1968.
- (es) Humanística. (Para la sociedad atea, científica y distributiva), Madrid, Editora Nacional, coll. « Mundos Abiertos », 1972, 498 p..
- (es) Memorias, Madrid, Real Academia de Ciencias Morales y Políticas, 2006, 583 p. (ISBN 978-8472963085).
- (es) Política social y Bien común, Murcie, Ediciones Isabor, 2011 (anthologie, sous la coordination de Pablo Sánchez Garrido. Postface de Juan Velarde).
- (es) ¡Don quijancho, Maestro! (Biografía fabulosa), Madrid, Espasa Calpe, coll. « Austral », 1969, 100 p. (ISBN 978-8423914364).